# IC 4924
IC 4924 је ознака објекта на координатама са ректансцензијом 19h 59m 51,0s и деклинацијом - 41° 32" 48'. Открио га је Делајл Стјуарт, 1899. године. Каснијим посматрањима на том положају није уочен никакав астрономски објекат.